# Mieczysław Porowski
Mieczysław Porowski (ur. 1878, zm. 1967) – polski działacz społeczny i polityczny z Mińska, działający na początku XX wieku; współzałożyciel Polskiego Towarzystwa „Oświata” w Mińsku, od 1908 roku pełniący obowiązki jego prezesa; współzałożyciel i w latach 1917–1918 prezes Polskiej Macierzy Szkolnej Ziemi Mińskiej.

## Życiorys
Urodził się w 1878 roku. W 1905 roku wraz z Michaliną Łęską założył nielegalne Polskie Towarzystwo „Oświata” w Mińsku, którego zadaniem było edukować mieszkańców mińszczyzny, zwłaszcza dzieci, w duchu polskości, a także umacniać i rozpowszechniać na tych ziemiach polską kulturę, język i świadomość narodową. W Imperium Rosyjskim była to wówczas działalność zabroniona. Po 1907 roku, w okresie legalnej działalności „Oświaty”, pełnił funkcję jej wiceprezesa. Po wyjeździe z Mińska prezesa Towarzystwa, księdza Kazimierza Mikołaja Michalkiewicza w 1908 roku, pełnił jego obowiązki aż do momentu jego formalnego samorozwiązania 5 grudnia 1909 roku. W rzeczywistości jednak kontynuował polską działalność oświatową w konspiracji. Jeszcze w październiku 1911 roku rosyjska policja otrzymywała donosy, że Porowski organizuje nielegalne polskie szkolnictwo w Mińsku.
Liberalizacja w oświacie, która nastąpiła w wyniku rewolucji lutowej, pozwoliła Mieczysławowi Porowskiemu ponownie podjąć legalną działalność na tym polu. 3 maja (20 kwietnia st. st.) 1917 roku na Walnym Zgromadzeniu członków Polskiej Macierzy Szkolnej Ziemi Mińskiej został wybrany prezesem tej organizacji. Po rezygnacji 15 lutego 1918 roku jego miejsce zajął Konstanty Rdułtowski. Mieczysław Porowski zmarł w 1967 roku.